# Xenentodon cancila
Xenentodon cancila är en fiskart som först beskrevs av Hamilton 1822.  Xenentodon cancila ingår i släktet Xenentodon och familjen näbbgäddefiskar. IUCN kategoriserar arten globalt som livskraftig. Inga underarter finns listade i Catalogue of Life.

## Bildgalleri

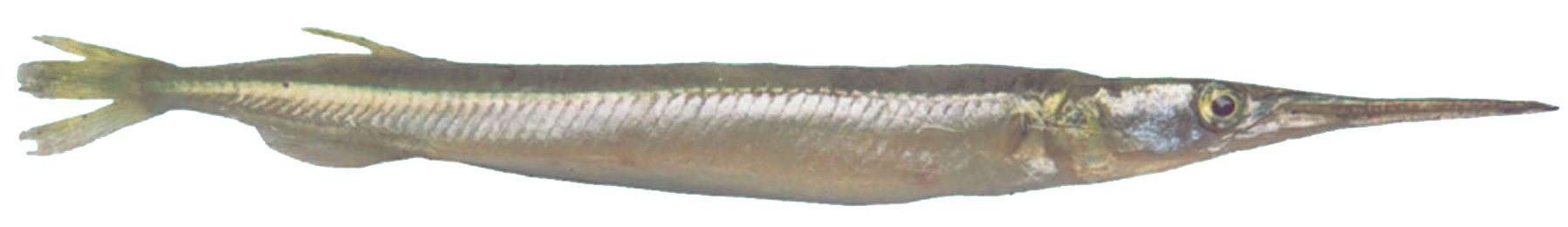
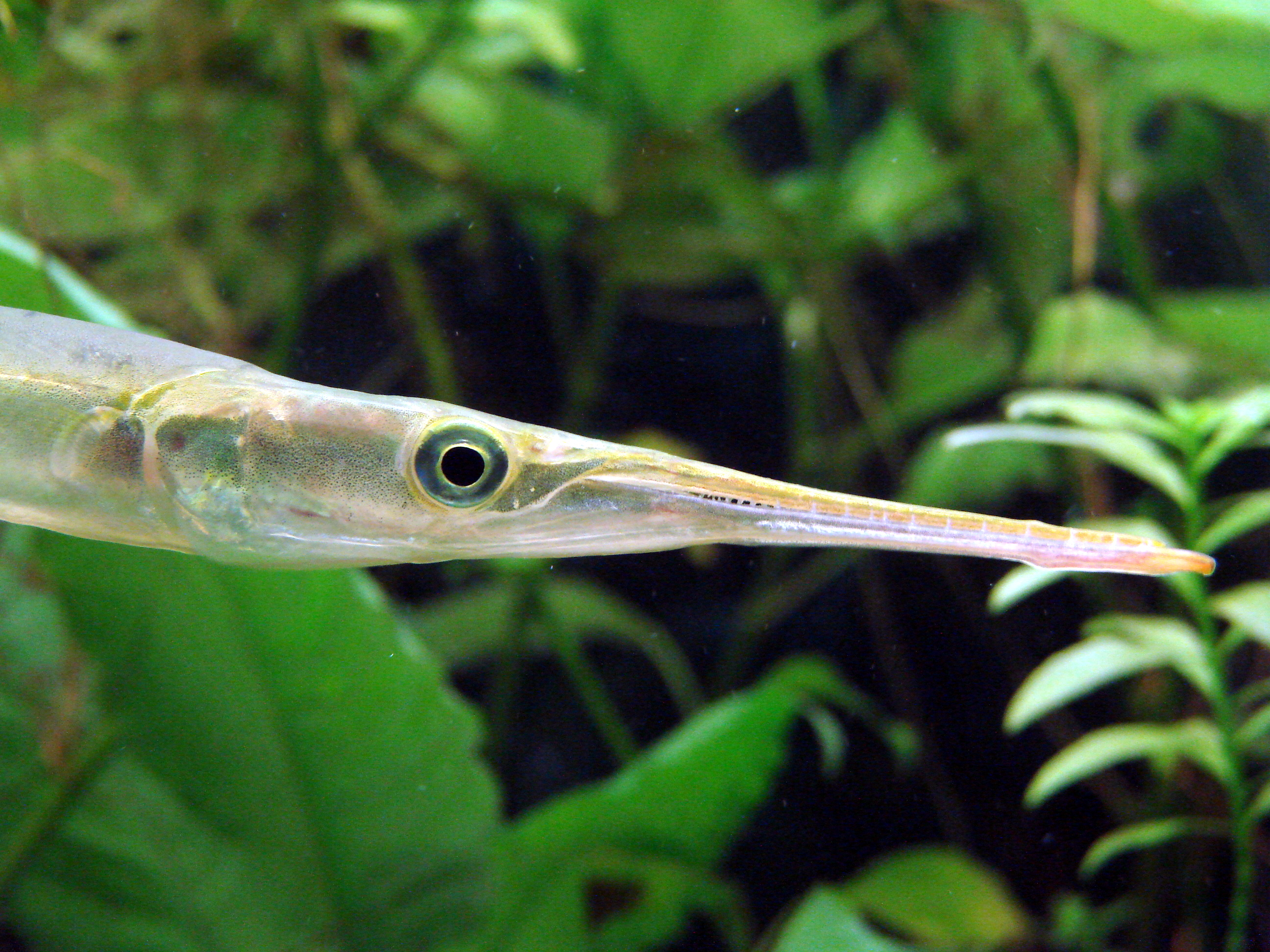
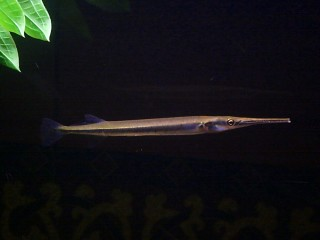